# Candidodontidae
De Candidodontidae zijn een familie van uitgestorven notosuchide crocodyliformen. Het werd oorspronkelijk in 2002 gebruikt als naam voor een clade die de geslachten Araripesuchus, Candidodon en Malawisuchus omvat. Later in 2004 werd de familie formeel gedefinieerd als een op knooppunten gebaseerd taxon, waaronder Candidodon itapecuruense en Mariliasuchus amarali. Een studie uit 2009 herdefinieerde Candidodontidae als een op stam gebaseerd taxon, waaronder Candidodon, Malawisuchus en mogelijk Mariliasuchus.

## Fylogenie
De eerste formele definitie van de familie past niet goed bij veel fylogenetische studies van notosuchiërs die Candidodon en Mariliasuchus ver uit elkaar plaatsen. Als deze definitie zou worden gebruikt, zou Candidodontidae de laatste gemeenschappelijke voorouder van Candidodon en Mariliasuchus en al zijn nakomelingen omvatten. Volgens deze studies zouden deze afstammelingen vele andere geslachten en families omvatten, waarvan sommige werden benoemd vóór Candidodontidae en dus voorrang zouden hebben.
In 2009 werd een nieuwe definitie gegeven waarin Candidodontidae werd beschouwd als een op stam gebaseerd taxon. Volgens deze definitie omvat Candidodontidae alle taxa die nauwer verwant zijn aan Candidodon itapecuruensis dan aan Notosuchus terrestris, Uruguaysuchus aznarezi, Comahuesuchus brachybuccalis, Sphagesaurus huenei, Baurusuchus pachecoi en Crocodylus niloticus. Het aantal soorten dat minder nauw verwant is aan deze taxa wordt specifiers genoemd en werd gebruikt om te verzekeren dat Candidodontidae niet al te veelomvattend zouden worden als Candidodon in de toekomst in een andere fylogenetische positie zou worden geplaatst. Volgens de studie van 2009 omvatten Candidodontidae Candidodon, Malawisuchus en mogelijk Mariliasuchus. Echter, de cladistische analyse uit 2018 van Roxochampsa vond Mariliasuchus als een naaste verwant van Sphagesauridae.

## Beschrijving
Leden van Candidodontidae kunnen worden gedefinieerd op basis van synapomorfieën, kenmerken die tussen taxa worden gedeeld en die nieuw aanwezig zijn in hun meest recente gemeenschappelijke voorouder. Toen de familie voor het eerst werd gedefinieerd, werden verschillende synapomorfieën gebruikt om het te diagnosticeren. Een synapomorfie was bijvoorbeeld de grote omvang van de supratemporale fenestrae, twee gaten die het grootste deel van het oppervlak van het schedeldak bezetten. Een andere synapomorfie was de vergelijkbare grootte en vorm van de postcaniniforme tanden, die achter de caniniformen en voor de molariformen stonden. De afstand tussen de voorkant van de oogkassen en de punt van de snuit is groter dan of gelijk aan de afstand tussen de voorkant van de oogkassen en de achterkant van de schedel. Binnen in de schedel zijn de interne neusgaten niet van elkaar gescheiden.
De definitie uit 2009 was afkomstig uit een onderzoek dat zich richtte op de tanden van notosuchiërs. Verschillende kenmerken van de tanden van candidodontiden werden geïdentificeerd. Deze omvatten een vernauwde kroonbasis, een bolvormige vorm van de tand en verschillende kenmerkende knobbels. Bij candidodontiden, namelijk Candidodon en Malawisuchus, is er een hoofdknobbel en verschillende kleinere knobbels eromheen.

## Geslachten
- Candidodon
- Malawisuchus
- Lavocatchampsa
- Pakasuchus